# Antonino Rocca
Antonino Biasetton (ur. 13 kwietnia 1921 w Treviso, zm. 15 marca 1977 w Nowym Jorku) – argentyński wrestler lepiej znany pod swoim pseudonimem ringowym jako Antonino "Argentina" Rocca. Był pionierem akrobatycznego wrestlingu w Stanach Zjednoczonych.  

## Dzieciństwo i młodość
Urodził się 13 kwietnia 1921 w Treviso we Włoszech jako Antonino Biasetton. Od siódmego roku życia dorastał w stolicy Argentyny, Buenos Aires. Był synem Antonina i Angelo Basso z domu Biasetton. Trenował pływanie oraz grę w piłkę nożną i rugby. W wieku szesnastu lat ważył 90 kilogramów przy wzroście około 1,8 m. Jako nastolatek zaczął trenować wrestling. Jego trenerem był Stanisław Cyganiewicz. Ukończył studia na wydziale inżynierii elektrycznej na Narodowym Uniwersytecie w Rosario. W czasie studiów trenował wrestling pod okiem Koli Kwarianiego.

## Kariera wrestlerska

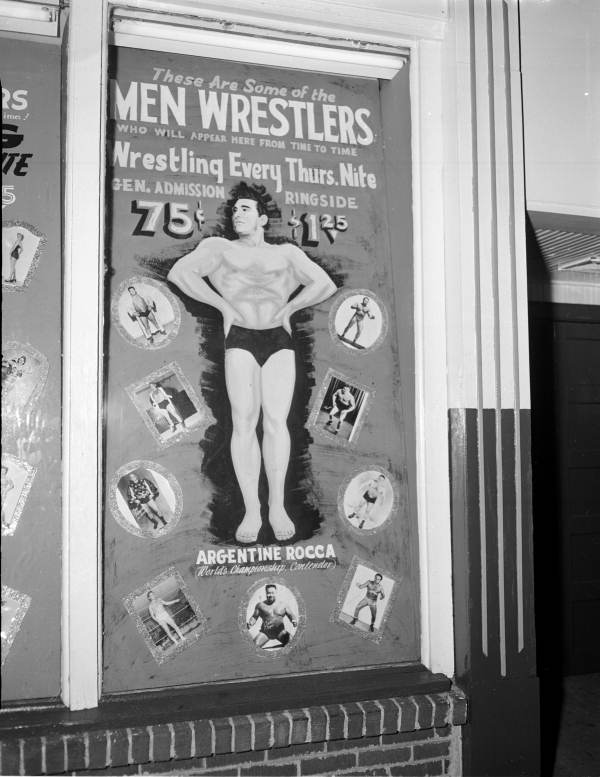
Plakat z Antoninem Rocca, promujący serię gal wrestlingu

Stosował pseudonim ringowy Antonino "Argentina" Rocca.
29 lipca 1948 w Galveston w Teksasie debiutował jako wrestler w Stanach Zjednoczonych. Wygrał wtedy walkę typu two-out-of-three falls match przeciwko Gorilla Maciasowi. Paul Boesch i Doc Sarpolis trenowali go, aby lepiej poznał amerykański styl wrestlingu. W tym samym roku Rocca pokonał Dizzy Davisa w walce o mistrzostwo Teksasu NWA Texas Heavyweight Championship. Po wygaśnięciu jego wydanej na sześć miesięcy wizy wrócił do Argentyny. Wkrótce odwiedził go reprezentant agencji Manhattan Booking Agency Tootsa Mondta. Mondt wraz z Vincentem Jamesem McMahonem w 1952 założył organizację wrestlingu Capitol Wrestling Corporation (CWC), a Rocca został jej główną gwiazdą.
Styl walki Antonina Rocca opierał się na akrobatyce, dzięki czemu jego walki w Stanach Zjednoczonych wyróżniały się pod względem dynamiczności. Wśród charakterystycznych dla niego ruchów były nieczęsto spotykane wówczas Hurricanrana i Dropkick. Jego finisherem był Torture rack, który nazywał Argentine Backbreaker (ang. Argentyński łamacz pleców). Był uważany za drugiego po Buddym Rogersie wrestlera pod względem generowanych zysków.
Od listopada 1956 do stycznia 1961 uczestniczył we wszystkich galach wrestlingu na arenie Madison Square Garden. W tym czasie zdobył mistrzostwa świata w Cleveland i Montrealu. Razem z Miguelem Pérezem posiadał mistrzostwo drużynowe United States Tag Team Championship w 1957 i 1958. W 1957 stoczył pojedynek przeciwko Dickowi the Bruiser. Jego przeciwnik doprowadził go do krwawienia, co spowodowało zamieszki na trybunach. W latach 70. XX wieku był komentatorem w World Wide Wrestling Federation (WWWF, dawne CWC).

## Inne media
W 1962 pojawił się w sto pięćdziesiątym piątym komiksie o Supermanie zatytułowanym The Downfall of Superman.
W 1963 promował płytę In This Corner...The Musical World Of Antonino Rocca, ale nie śpiewał na niej.
Zagrał jedną z ofiar mordercy psychopaty w filmie Alicjo, słodka Alicjo z 1976. Scena z nim pojawiła się w kinach, ale została wycięta z niektórych wydań na kasetę i emisji w telewizji.

## Śmierć i upamiętnienie
Zmarł 15 marca 1977 w szpitalu Roosevelt Hospital w Nowym Jorku. Przeżyli go jego żona oraz trójka dzieci. Jego ciało zostało skremowane, a prochy oddane jego rodzinie.
24 czerwca 1995 został wprowadzony pośmiertnie do galerii sławy Hall of Fame przez ówczesnego mistrza WWF Diesela.

## Mistrzostwa i osiągnięcia
- Southwest Sports
  - NWA Texas Heavyweight Championship (2 razy)
- World Wrestling Entertainment
  - United States Tag Team Championship (1 raz) – z Miguelem Pérezem
  - WWWF International Heavyweight Championship (1 raz)
  - WWE Hall of Fame (1995)
- Wrestling Observer Newsletter
  - Wrestling Observer Newsletter Hall of Fame (1996)[1]